# Porthcawl
Porthcawl (wymowaⓘ) – miasto i gmina na południowym wybrzeżu Walii nad Kanałem Bristolskim w hrabstwie Bridgend, około 40 km na zachód od Cardiff. Porthcawl rozwinęło się jako port węglowy w XIX wieku, ale jego rola handlowa została wkrótce przejęta przez dynamiczniej rozwijające się porty, takie jak Barry. Na północny zachód od miasta, na wydmach zwanych Kenfig Burrows, znajdują się pozostałości miasta i zamku Kenfig.